# Lucantonio Porzio
Lucantonio Porzio (Positano, 20 maggio 1639 – Napoli, 1723) è stato un medico italiano.

## Biografia e opere

### Biografia
Figlio di Francescantonio, notaio, e di Livia Spasiano, rimase orfano in giovane età assieme al fratello maggiore Silvestro e alle sorelle Vittoria e Margherita. Dopo gli studi presso il collegio dei Gesuiti di Napoli, divenne allievo di Tommaso Cornelio. Dal 1670 al 1683 abitò nella città eterna e fu docente all'università La Sapienza, dal 1683 al 1684 fu professore all'università di Venezia, dal 1684 al 1690 insegnò all'università di Vienna.
Rimpatriato nel 1690, ottenne (1694) la cattedra di anatomia all'università di Napoli, ma nel 1715 l'età avanzata lo costrinse a lasciare l'insegnamento.
Morì ultraottantenne nel 1723.
Una sua biografia fu pubblicata nel 1756 dal medico napoletano Giuseppe Mosca.

### Pensiero
Porzio assimilò il corpo umano ad una macchina prodotta dalla tecnologia: proprio come quest'ultima l'uomo, o meglio il suo corpo, consuma energie continuamente ed ha costante bisogno di esserne rifornito.
Concluse dunque che lo studio della meccanica dovesse essere in realtà anche alla base della medicina. Notevole l'influenza di Cartesio sul suo pensiero.

### Opere
Nel 1681 pubblicò In Hippocratis librum De veteri medicina paraphrasis, seguito (1684) da De difficultate medicinae, che mirava a ridefinite la professione del medico.
Nel 1683 pubblicò Erasistratus sive de sanguinis missione, in forma di dialogo, contrario alla pratica diffusissima all'epoca del salasso.
Nel 1685 diede alle stampe De militis in castris sanitate tuenda; nel 1693 pubblicò la sua ultima opera, Cinque lettere in difesa dei moderni.